# Iskondensor
Iskondensor är en variant av reaktorinneslutning. Inneslutningens uppgift är att kunna ta hand om de ång- och energimängder som frigörs vid ett antaget rörbrott, vilket vanligen realiseras med en "stor" inneslutning, "large dry", med en volym på cirka 50 000 m3 och ett designtryck på cirka 4 bar,ö. Genom att förse inneslutningen med stora isfack, fås en effektivare kondensering av ångan. Detta möjliggör en mer kostnadseffektiv konstruktion av en inneslutning med lägre designtryck, typiskt 0,8 - 2 bar,ö vilket medger mindre volym och/eller mindre tjocklek.
Tekniken används vid följande kärnkraftverk
Finland
- Lovisa kärnkraftverk

Japan
- Ōi kärnkraftverk

USA
- Catawba kärnkraftverk
- Donald C. Cook kärnkraftverk
- McGuire kärnkraftverk
- Sequoyah kärnkraftverk
- Watts Bar kärnkraftverk